# Helke Misselwitz
Helke Misselwitz, née en Saxe, à Zwickau-Planitz (République démocratique allemande) le 18 juillet 1947, est une réalisatrice et scénariste allemande.

## Biographie
Après plusieurs années passées à la télévision, elle étudie la réalisation à l'école de Babelsberg (Potsdam). Elle réalise ses premiers courts métrages au début des années 1980 et se spécialise dans la réalisation de documentaires (plus d'une dizaine pour le cinéma et la télévision). 
Son premier long métrage, Adieu l'hiver, est une déambulation en noir et blanc dans la RDA, au cours d'un hiver, à la rencontre des citoyens et des travailleurs. Le film remporte une Colombe d'argent au Festival du documentaire de Leipzig en 1988. Son film suivant Wer fürchtet sich vorm schwarzen Mann, s'attache à montrer de manière sensible le vie des charbonniers dans une entreprise de Prenzlauer Berg. Il sort au moment du « tournant » (Wende).

En 1990, elle participe avec Thomas Wilkening à la création de la première société de production privée de RDA. Elle est licenciée par la DEFA en 1991 pour raisons économiques.
Depuis 1993, Helke Misselwitz est membre de l'Académie des arts de Berlin, département cinéma et arts médiatiques. En outre, elle est depuis 1997 professeur de mise en scène à l'Académie de cinéma et de télévision (de) à Potsdam-Babelsberg.

## Filmographie partielle
- 1988 : Adieu l'hiver (Winter adé)
- 1989 : Wer fürchtet sich vorm schwarzen Mann
- 1990 : Sperrmüll (de)
- 1992 : Herzspung
- 1996 : Engelchen (de)

## Prix et honneurs
- 1988 : Prix Findling pour Winter adé
- 1990 : Berlinale : membre du jury
- 1997 : Deutscher Kritikerpreis
- 2013 : étoile sur le Boulevard des stars à Berlin